# MG-111
A MG-111 é uma rodovia estadual de Minas Gerais. Sua extensão total é de 183,6 quilômetros, sendo que toda sua malha possui pavimentação. Seu percurso inicia em Ipanema e termina na divisa dos estados de Minas Gerais e Rio de Janeiro.

## Percurso
A rodovia passa pelos seguintes municípios:
- Ipanema
- Conceição de Ipanema
- Santana do Manhuaçu
- Manhuaçu
- Reduto
- Manhumirim
- Alto Jequitibá
- Caparaó
- Espera Feliz
- Carangola
- Faria Lemos
- Tombos

## Entroncamentos
A MG-111 faz conexão com as rodovias BR-474, MG-108, BR-262, BR-482.

## Cursos d'água
Esta rodovia atravessa os seguintes cursos d'água:
- Rio José Pedro
- Rio Manhuaçu
- Rio Jequitibá
- Rio Carangola